# Énol
Pour les articles homonymes, voir Enol (homonymie).
Un énol est un alcène avec une fonction alcool en position vinylique.

## Définition
La nomenclature énol provient de la contraction de « ène » (pour alcène) et « ol » (pour alcool).
Formule générale de la fonction énol :
Le plus simple des énols est l'éthénol (ou alcool vinylique).

## Équilibre (ou tautomérie) céto-énolique
Les énols sont les formes tautomères des aldéhydes et des cétones énolisables (« transformables en énol »), c’est-à-dire possédant un atome d'hydrogène sur le carbone en α de la fonction carbonyle. Ces composés carbonylés sont en équilibre avec leur forme tautomère, leur énol. On appelle cet équilibre l'équilibre céto-énolique.
Équilibre céto-énolique :
Dans la très grande majorité des cas, l'équilibre n'est pas en faveur de la forme énol; on peut même dire que la proportion de la forme énol en solution est négligeable. Cependant, dans certains cas, l'équilibre peut être déplacé dans le sens de la formation de l'énol. C'est le cas, lorsque la forme énol est stabilisée par des mésoméries, par formation de liaison hydrogène, ou par des phénomènes de conjugaison ou d'aromaticité.
Un exemple flagrant de ce dernier cas est celui du phénol, où la forme énol est ultra-majoritaire.
Équilibre céto-énolique du phénol :
Les fonctions esters et amides peuvent aussi exister sous une forme d'énol qu'on a tendance à appeler énol d'ester ou énol d'amide selon le cas.

## Mécanisme de formation
Il existe deux mécanismes pour passer de l'aldéhyde/cétone à la forme énol : un avec catalyse d'un acide de Brønsted, et avec catalyse d'une base de Brønsted.
Dans les deux cas, l'étape cinétiquement limitante est celle de la rupture de la liaison C-H.

### Sous catalyse basique
En milieu basique, on observe la formation de l'ion énolate, plus stable grâce à une forme mésomère.

## Utilité
Les énols et ions énolates servent dans des réactions où ils jouent le rôle de nucléophiles. L'équilibre céto-énolique qui leur est défavorable est alors déplacé dans le sens de la formation de l'énol, car ils sont consommés immédiatement (Principe de Le Chatelier).
Plus généralement, ils permettent en synthèse organique de former des carbanions.
Exemples d'utilisations :
- C-alkylations et les O-alkylations des composés carbonylés (substitutions nucléophiles respectivement sur le carbone en α de la fonction carbonyle et sur l'oxygène de cette fonction carbonyle)
- aldolisations et cétolisations des composés carbonylés (addition nucléophile d'un composé carbonylé sur un autre composé carbonylé formant un aldol ou un cétol).

Cette dernière réaction peut alors être suivie d'une crotonisation (déshydratation interne de l'aldol/cétol). Plus facile en catalyse acide qu'en catalyse basique.